# 安眠酮
甲喹酮（又稱忽得或安眠酮），香港叫做弗得，台灣亦稱白板，於1951年首次在印度製成，有镇静催眠作用，是20世紀80、90年代曾經被廣泛濫用的精神藥品。長期濫用會導致肝臟和腎臟衰竭、記憶和思想受損、抑鬱或情緒波動、感迷惑和說話含糊，孕妇服用會引致畸胎。

## 醫療用途
安眠酮與苯二氮平和巴比妥酸鹽類似，是提高大腦和神經系統GABA受體活性的鎮靜劑。 如果GABA活性增加，血壓就會下降，呼吸和脈搏也會變慢，進入深度放鬆狀態。這些特性解釋了爲什麼安眠酮最初主要用於失眠症。
甲基喹啉酮不宜在懷孕期間使用,屬於懷孕分級D

## 過量服用
過量服用可能導致神經系統癱瘓、昏迷和死亡. 其他症狀包括精神錯亂、痙攣、過度緊張、反射亢進、嘔吐、腎衰竭、昏迷、心臟或呼吸停止死亡。
它類似於巴比妥酸鹽中毒，但運動障礙增加，心臟或呼吸道抑鬱的發生率較低。用萊蒙製得安眠酮Qualude牌成人單片劑量爲300mg。 如果與酒精飲料一起服用，8000mg的劑量會致命，200mg的劑量可能會導致昏迷。